# Площадь Святого Марка (Загреб)
Загребская площадь святого Марка (хорв. Trg svetog Marka u Zagrebu) или Марков торг (хорв. Markov trg) — площадь в центральной части Верхнего города (Горни град) столицы Хорватии городе Загребе, где размещены важные объекты власти страны и церкви.
Прежнее название площади — Радичева (хорв. Radićev trg).
В пределах площади расположена церковь святого Марка, одно из старейших сооружений города, которая и дала название площади. Кроме того, площадь является сосредоточением высших государственных учреждений Республики Хорватии — здесь находятся здание Сабора, дом Правительства Хорватии, Конституционный суд Республики Хорватии. Поэтому выражение «Марков торг» (Markov trg) нередко, в частности в журналистике, употребляется в Хорватии в косвенном смысле — как эвфемизм ключевых органов хорватской политики.
Последняя реконструкция площади проходила в 2006 году, тогда площадь вымостили гранитной брусчаткой.
С августа 2005 года Правительство страны запретило общественные скопления на площади св. Марка.

## Примечания

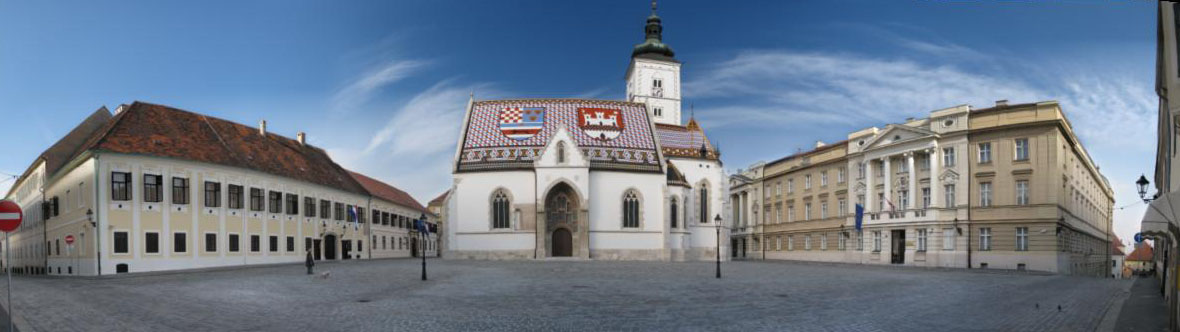
Слева направо: Банские Дворы, Церковь Святого Марка и здание Сабора